# Gang Benchhen
Gang Benchhen är ett berg i Kina. Det ligger i den autonoma regionen Tibet, i den sydvästra delen av landet. Toppen på Gang Benchhen är 7 299 meter över havet, eller 1 466 meter över den omgivande terrängen.
Gang Benchhen är den högsta punkten i trakten. Trakten runt Gang Benchhen är permanent täckt av is och snö.